# María Luisa Gefaell
María Luisa Gefaell (Madrid, 5 de diciembre de 1918 – ibídem, 1978) fue una escritora y traductora española de literatura infantil y juvenil.

## Biografía
María Luisa Gefaell Goróstegui nació en 1918 en Madrid, en una familia con orígenes austriacos, lo que influyó en su amplio conocimiento de las leyendas centroeuropeas. Después de haber realizado estudios superiores de música en España y Alemania, dirigió la emisión infantil de Radio Intercontinental, mientras colaboraba en diversas revistas literarias como El Correo Literario, donde comenzó a escribir sus primeros artículos y cuentos para niños, con el seudónimo de María Campuzano. Paralelamente, empezó a traducir a autores extranjeros al idioma español. 
En 1953, publicó el relato Las hadas de Villaviciosa de Odón, que le llevó a la celebridad y al reconocimiento de sus compañeros. Este libro es considerado como una de las obras de referencia de la literatura infantil española. Dividida en nuevos capítulos en los que las hadas son los personajes principales, describe también el paisaje de Castilla. 
Recibió el Premio Nacional de Literatura por la obra La princesita que tenía los dedos mágicos en 1952 y fue candidata a la Lista de Honor del Premio Hans Christian Andersen en 1958, premio que recompensa cada año el mejor libro de literatura infantil y juvenil del mundo. En el año 2000, la Fundación Germán Sánchez Ruipérez seleccionó su obra Antón Retaco como una de las cien mejores obras de la literatura infantil española del siglo XX. Además de establecer un paralelismo con la novela social y ruralista
de la generación del medio siglo, vigente en aquel momento, la obra muestra influencias de la tradición picaresca y del Quijote.
Su estilo literario es una prosa de carácter poético en la que introdujo un tratamiento renovador de los conceptos de fantasía y realidad, lo que contribuyó a la renovación dentro del género de los cuentos de hadas.

## Premios
- 1952  Premio Nacional de Literatura por La princesita que tenía los dedos mágicos
- 1958  Premio Hans Christian Andersen. Candidata a la Lista de Honor

## Obra literaria

### Títulos infantiles
- La princesita que tenía los dedos mágicos (1953).
- Las Hadas (1953) o Las Hadas de Villaviciosa de Odón (1979)
- Antón Retaco (1955-1965)
- El Cid (1965)
- Los Nibelungos (1966)
- Roldán (1970)
- La estrella y el camino (1969)

### Traducciones
- Kasperle de Joséphine Siebe (1962)
- Kati en América de Astrid Lindgren (1974)
- Cuentos de los Hermanos Grimm (1974)
- Aventuras de Sherlock Holmes de Arthur Conan Doyle

- Datos: Q9030092